# Engelsbrand
Engelsbrand är en kommun och ort i Enzkreis i regionen Nordschwarzwald i Regierungsbezirk Karlsruhe i förbundslandet Baden-Württemberg i Tyskland.
Kommunen ingår i kommunalförbundet Neuenbürg tillsammans med staden Neuenbürg.